# Halissee Hall
Halissee Hall  es un edificio histórico ubicado en Miami, Florida.  Halissee Hall se encuentra inscrito  en el Registro Nacional de Lugares Históricos desde el 1 de octubre de 1974.  

## Ubicación
Halissee Hall se encuentra dentro del condado de Miami-Dade en las coordenadas 25°47′17″N 80°12′53″O / 25.788056, -80.214722.